# Szilárd Ignác Bogdánffy
Szilárd Ignác Bogdánffy (Feketetó, 21 febbraio 1911 – Nagyenyed, 3 ottobre 1953), vescovo ausiliare di Oradea. Arrestato durante il periodo comunista, morì di stenti durante la prigionia. Dichiarato martire da papa Benedetto XVI, è stato proclamato beato nel 2010.

## Biografia
Monsignor Szilárd Ignác Bogdánffy nacque a Feketetó, allora in Ungheria e oggi in Serbia, il 21 febbraio 1911. Il padre lavorava come insegnante. Venne battezzato il 6 marzo 1911 nella chiesa parrocchiale di Feketetó avendo per padrino il parroco. Ricevette il nome di Szilárd, la forma ungherese di Costantino, e come secondo nome quello del parroco Ignác. Nel 1920 tutta la famiglia si trasferì a Cruceni per un nuovo impiego del padre. Nel 1925 si trasferì a Timișoara insieme ai suoi genitori. Vivevano nel quartiere di Elisabetin, in via Romulus.

### Formazione e ministero sacerdotale
Nel 1925 si iscrisse al ginnasio di Timișoara e nel 1929 fu ammesso al seminario teologico di Oradea.
Il 5 febbraio 1934 fu ordinato diacono nella cattedrale di Santa Maria a Oradea. Il 29 giugno successivo fu ordinato presbitero da monsignor István Fiedler. Dal 1935 al 1939 fu professore presso il ginnasio cattolico di Oradea e confessore nel monastero delle orsoline nella stessa città.
Nel 1939 fu citato dai servizi segreti rumeni come membro di un'organizzazione che combatteva per la resistenza della comunità ungherese contro i tentativi di rumenizzazione. Nell'ottobre del 1939 fu arrestato e il 21 dicembre 1939 messo al confino con altri trentacinque detenuti, tra cui quattordici preti cattolici. Padre Bogdánffy era stato denunciato da uno studente di nome Ludovic Sahy, che gli consigliò di rompere i legami con l'organizzazione sciovinista a cui aveva aderito. Bogdánffy sottolineò che il suo studente si era autodenunciato solo perché era stato arrestato lo stesso giorno e nella speranza di alleggerire la sua situazione nelle indagini.
Tra il settembre del 1940 e il giugno del 1943 studiò filosofia e teologia dogmatica all'Università Cattolica Pázmány Péter di Budapest. Il 26 giugno 1943 conseguì il dottorato in teologia con un elaborato sull'Apocalisse. Tornò in Romania nel 1944 e divenne professore nel ginnasio cattolico "San Giuseppe" a Oradea. Durante la seconda guerra mondiale salvò molti ebrei dallo sterminio nazista. Nell'aprile del 1947 venne nominato canonico della cattedrale di Santa Maria a Oradea e vicario episcopale.

### Ministero episcopale
Il 14 febbraio 1949 ricevette l'ordinazione episcopale come vescovo ausiliare di Gran Varadino dei Latini in segreto nella cappella della nunziatura apostolica a Bucarest dal vescovo di Savannah-Atlanta Gerald Patrick Aloysius O'Hara, reggente della nunziatura.
Le autorità comuniste cercarono, con ogni mezzo, di persuaderlo a "collaborare". Poiché non era d'accordo nel tradire i suoi, Bogdánffy venne arrestato e imprigionato nel carcere della Securitate a Oradea il 3 settembre 1949. Nel 1951 venne trasferito a Jilava e poi mandato ai lavori forzati in una miniera di piombo a Sighetu Marmației. Un anno dopo venne trasferito nel campo di concentramento di Capul Midia. Come gli altri detenuti lavorò nella realizzazione del canale Poarta Albă-Midia Năvodari. Nel 1953 il tribunale militare di Oradea lo condannò a dodici anni di lavori forzati. Venne portato nel carcere di Nagyenyed e messo nella cella numero 120. Si ammalò di polmonite e, privato intenzionalmente delle necessarie cure e medicine, morì il 3 ottobre 1953 all'età di 42 anni.
Il vescovo greco-cattolico Ioan Ploscaru lo ricordò nelle sue memorie come una persona gentile e modesta. Per la sua disponibilità ad aiutare gli altri fu sottoposto a torture e isolato in una cella singola senza finestre e talmente piccola da rendere impossibile lo stendersi completamente. La sua resistenza venne provata ai limiti estremi della sopravvivenza.

## Processo di beatificazione

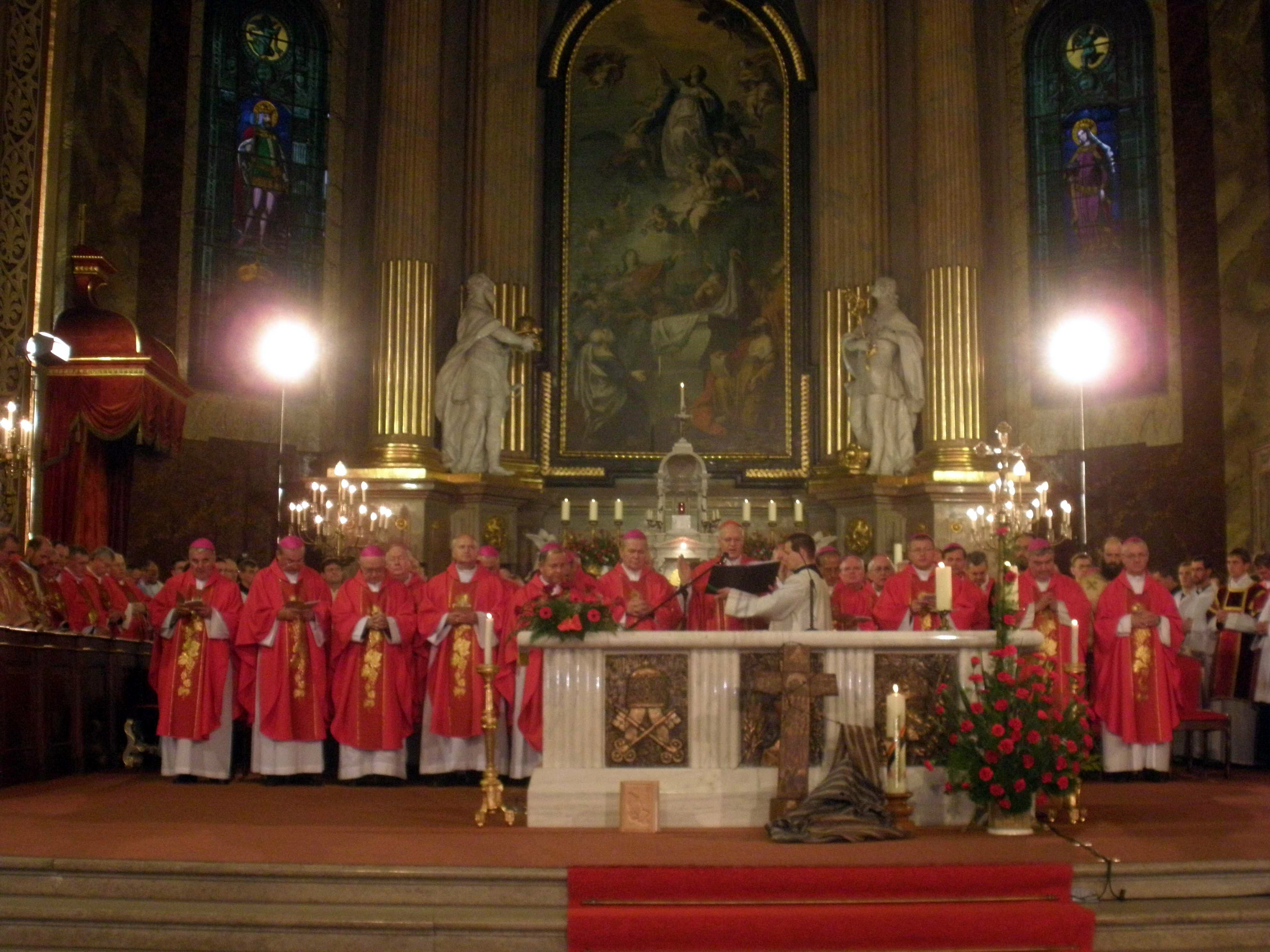
Beatificazione di monsignor Szilárd Bogdánffy presso la cattedrale di Santa Maria a Oradea il 30 ottobre 2010.

Il 27 marzo 2010 papa Benedetto XVI approvò la promulgazione del decreto riguardante il martirio del vescovo Szilárd Bogdánffy proposta dalla Congregazione per le cause dei santi. La cerimonia di beatificazione si tenne il 30 ottobre 2010 nella cattedrale di Santa Maria a Oradea. L'arcivescovo Angelo Amato, prefetto della Congregazione per le cause dei santi, lesse il decreto di beatificazione durante la cerimonia. La celebrazione venne presieduta dal cardinale Péter Erdő, su invito di monsignor László Bocskai, vescovo di Gran Varadino dei Latini. Il vescovo Bogdánffy fu il primo martire della fede della Chiesa cattolica romana in Romania, durante la persecuzione comunista, ad essere elevate agli altari. La sua memoria liturgica è fissata per il 3 ottobre di ogni anno.
Domenica 31 ottobre 2010 papa Benedetto XVI commentò per i fedeli riuniti in piazza San Pietro a Roma la beatificazione: "Ieri, nella cattedrale di Oradea Mare in Romania, il Cardinale Peter Erdö ha proclamato beato Szilárd Bogdánffy, vescovo e martire. Nel 1949, quando aveva 38 anni, egli fu consacrato vescovo in clandestinità e quindi arrestato dal regime comunista del suo Paese, la Romania, con l’accusa di cospirazione. Dopo quattro anni di sofferenze e umiliazioni, morì in carcere. Rendiamo grazie a Dio per questo eroico Pastore della Chiesa che ha seguito l’Agnello fino alla fine! La sua testimonianza conforti quanti anche oggi sono perseguitati a causa del Vangelo".

## Genealogia episcopale
La genealogia episcopale è:
- Cardinale Scipione Rebiba
- Cardinale Giulio Antonio Santori
- Cardinale Girolamo Bernerio, O.P.
- Arcivescovo Galeazzo Sanvitale
- Cardinale Ludovico Ludovisi
- Cardinale Luigi Caetani
- Cardinale Ulderico Carpegna
- Cardinale Paluzzo Paluzzi Altieri degli Albertoni
- Papa Benedetto XIII
- Papa Benedetto XIV
- Cardinale Enrico Enriquez
- Arcivescovo Manuel Quintano Bonifaz
- Cardinale Buenaventura Córdoba Espinosa de la Cerda
- Cardinale Giuseppe Maria Doria Pamphilj
- Papa Pio VIII
- Papa Pio IX
- Cardinale Raffaele Monaco La Valletta
- Cardinale Francesco Satolli
- Cardinale Dennis Joseph Dougherty
- Vescovo Gerald Patrick Aloysius O'Hara
- Vescovo Szilárd Ignác Bogdánffy